# Hibolithes
Hibolithes es un género extinto de cefalópodos de la familia Mesohibolitidae. Fue descrito por Montfort en 1808.

## Especies
- Hibolithes catlinensis (Hector, 1878)
- Hibolithes conradi (Kilian, 1889)
- Hibolithes fellabrunnensis (Vetters, 1905)
- Hibolithes girardoti (Loriol, 1902)
- Hibolithes hastatus (Blainville, 1827)
- Hibolithes jaculiformis (Shvetsov, 1913)
- Hibolithes sangensis (Boden, 1911)
- Hibolithes semisulcatus (Münster, 1830)